# Петровы
Петровы — дворянский род, две ветви которых принадлежат к столбовому дворянству.
В Гербовник внесены три фамилии Петровых:
1. Потомство мурзы Батура (Абатура), выехавшего из Большой Орды в начале XV века. От этого рода происходит и фамилия Петрово-Соловово (Герб. Часть II. № 47).
2. Потомство Петра Григорьевича Петрова, вёрстанного поместным окладом в 1680 г. (Герб. Часть VII. № 133).
3. Афанасий Константинович Петров, утверждённый в дворянстве в 1875 г. (Герб. часть XIII. № 171)[1].

В 1573 году опричниками Ивана Грозного числились: Богдан, Василий, Василий (шатёрничий), Ганус, Иван, Дмитрий, Михаил, Андрей Микулин, Тимофей, Треня и Утеш Микулин Петровы. Поместным селом Страшницы с деревнями в Шелонской пятине владел Иван Тимофеевич Петров (1576).
Фамилии Петровых, Пётр Григорьев сын Петров, за службу в Астрахани и за посылку в Персию, вёрстан поместным окладом (1680). Равным образом и другие многие сего рода Петровы, Российскому Престолу служили дворянские службы и владели деревнями.
Грамотой Симбирского Дворянского Депутатского Собрания, род Петровых внесён в 6-ю часть дворянской родословной книги, в число древнего дворянства.

## Описание гербов

#### Герб. Часть VII. № 133.
Герб потомства Петра Григорьевича Петрова: в щите, разделённом горизонтально надвое, в верхней половине в левом голубом поле изображены две золотые шестиугольные звезды и под ними того же металла полумесяц рогами вниз (изм. польский герб Бойомир), а в правом красном поле крестообразно положены серебряные лук (польский герб Лук), стрела и шпага (изм. польский герб Пржестржал). В нижней половине в серебряном поле находится плывущий по воде корабль с распущенными парусами, у которого на корме и на носу поставлены два золотые креста.
Щит увенчан дворянским шлемом и короной со страусовыми перьями. Намёт на щите голубой, подложенный золотом.

#### Герб. Часть XIII. № 171.
Герб протоиерея Петрова: В лазуревом щите золотой греческий крест. Над ним вверху две серебряные лилии. Над щитом дворянский шлем с короной. Нашлемник: три страусовых пера: среднее серебряное, на нем червленый греческий крест; крайние перья лазуревые. Намет: справа — лазуревый с золотом, слева — лазуревый с серебром. Щитодержатели: правый — золотой орел с червлеными глазами, языком и когтями; левый — золотой лев с червлеными глазами, языком и когтями. Девиз: «MULTA PAUCIS» золотыми буквами на лазуревой ленте.

#### Герб. Часть XVII. № 49.
Герб инженера путей сообщения, коллежского советника Ильи Петрова: в голубом щите на серебряной волнообразной оконечности золотой с чёрными швами и устоями мост с тремя арками. Над мостом вертикально три серебряные пчелы (одна выше, две чуть ниже). Над щитом дворянский коронованный шлем. Нашлемник: два голубых орлиных крыла. Намёт: справа голубой с золотом, слева голубой с серебром. Девиз <<ТЕРПЕНИЕ И ТРУД>> золотыми буквами на голубой ленте.

#### Герб. Часть XXI. № 56.
Герб действительного статского советника, начальника Алтайского горного  округа Фёдора Тарасовича Петрова: в лазоревом щите две серебряные горы, между коими золотая кирка в столб. Щит увенчан дворянским коронованным шлемом. Нашлемник: три страусовых пера, из коих среднее золотое, а крайние лазоревые. Намёт: лазоревый, подложен золотом.

## Известные представители
- Петров Данила — подьячий, воевода в Арзамасе (1626—1629), в Тёмникове (1629).
- Петров Михаил Тимофеевич — московский дворянин (1627—1629).
- Петров Григорий Михайлович — стольник патриарха Филарета (1627—1629), московский дворянин (1636—1677).
- Петров Наум — дьяк, воевода в Тобольске (1631—1632).
- Петровы: Иван, Иван Корнилович, Кирилл Петрович, Фёдор Михайлович — московские дворяне (1636—1658).
- Петров Ерофей — приказный, воевода в Мангазее (1649).
- Петров Корнилий — дьяк (1676—1677).
- Петров Афиноген Иванович — воевода в Недригайлове (1678)[5].
- Петров Евдоким Афиногенович — стряпчий (1692)[6].
- Петров Виктор Александрович — генерал-лейтенант. Во время возмущения в Дагестане в бою у села Сагрытлы (2 ноября 1877 года), находясь впереди войска, после шестичасового ожесточённого боя отразил отчаянную вылазку неприятеля, взял укрепление и уничтожил защитников. За этот бой награждён орденом Святого Георгия 3-й степени[1].